# Tetratoma variegata
Tetratoma variegata är en skalbaggsart som först beskrevs av Thomas Casey 1900.  Tetratoma variegata ingår i släktet Tetratoma och familjen skinnsvampbaggar. Inga underarter finns listade i Catalogue of Life.